# Kikongo
Ne doit pas être confondu avec Kituba.
Pour les articles homonymes, voir Kikongo (homonymie) et Kongo.
Le kikongo ou kongo est une langue bantoue parlée par les Kongos (Bakongo en kikongo) vivant en Angola (dans le Nord du pays et l'enclave de Cabinda), en république démocratique du Congo (dans les provinces du Kongo-Central et de Kinshasa), en république du Congo (dans le sud-ouest  jusqu'à Brazzaville) et au sud du Gabon.

## Nom
La désignation kikongo doit être prise comme celle d'un groupe linguistique, d'une langue mère recouvrant plusieurs déclinaisons selon les aires géographiques issues de l'ancien royaume Koongo dia Ntotela. En effet, il est plus juste de désigner par kikongo (kikóóngo) le groupe linguistique koongo H10 tel que compilé par Jouni Filip Maho en 2009 dans The Online Version of the New Updated Guthrie List (liste non exhaustive) :
- kongo-beembe
- kongo-buende
- koongo-doondo
- kongo-fiote
- kongo-haangala
- kongo-kaamba
- kongo-kaako
- kongo-keenge
- kongo-kuni
- kongo-laadi
- kongo-manyanga
- kongo-mazinga
- kongo-mbata
- kongo-mbooka
- kongo-mboma
- kongo-ndibu
- kongo-ndiingi
- kongo-ndiinzi
- kongo-nkaanu
- kongo-ntaandu
- kongo-saantu
- kongo-soonde
- kongo-soongo
- kongo-suundi
- kongo-yoombe
- kongo-vili
- kongo-zoombo

Le kikongo n'est pas à confondre avec le munukutuba qu'on désigne abusivement par kikongo. C'est ainsi qu'on nomme souvent le munukutuba aussi « kikongo de l'État » ou kikongo ya leta. Mais ce kikongo ya leta n'est en rien structurant pour le groupe linguistique koongo et ni la langue mère qui porte cette famille linguistique ,,,,.

## Munukutuba ou Kikongo ya leta
Le munukutuba (kituba), une des langues nationales de la république du Congo est un créole kikongo et véhiculaire, compréhensible par les locuteurs des diverses variantes du kikongo pur.
En république démocratique du Congo, la Constitution spécifie que le kikongo est une des quatre langues nationales, mais en réalité la Constitution fait référence à un créole basé sur le kikongo à savoir le  kikongo ya leta (leta est dérivé de l'expression française l’État et fait référence à l’État colonial belge). Le kikongo ya leta est une langue utilisée dans l’administration des provinces du Kongo-Central, Kwango et Kwilu ainsi qu'une langue véhiculaire dans de nombreux centres urbains, notamment à Kikwit, Bandundu, Matadi, Boma et Moanda,,,,. Cependant, d’après une enquête effectuée par « L'Opinion Info », le lingala s'impose progressivement dans les villes suivantes du Kongo Central : Matadi, Boma, Mbanza-Ngungu, Moanda, Kisantu, Lukala et Kasangulu.

## Histoire
Un capucin italien, frère Bonaventura da Sardegna, fut le premier à écrire une grammaire kikongo lors de sa mission au royaume du Kongo vers 1645.
Giacinto da Vetralla écrit un ouvrage sur la grammaire kikongo en 1659 :  Regulae quaedam pro difficillimi congensium idiomatis faciliori captu ad grammaticae normam redactae, Romae:
Typis S. Congreg. de Propaganda Fide.

## Standardisation
Les travaux du XIXe siècle et XXe siècle des missionnaires Anglais, Suédois et autres, en collaboration avec des linguistes et évangélistes Kongos tels que Ndo Nzuawu Nlemvo (ou Ndo Nzwawu Nlemvo; Dom João Nlemvo en portugais) et Miguel NeKaka marquent la standardisation du kikongo,,,.

« A large proportion of the people at San Salvador, and in its neighbourhood, pronounce s and z before i as sh and j; for the sound sh the letter x was adopted (as in Portuguese), while z before i was written as j. Our books are read over a much wider area than the district of San Salvador, and in those parts where s and z remain unchanged before i, the use of x and j has proved a difficulty; it has therefore been decided to use s and z only, and in those parts where the sound of these letters is softened before i they will be naturally softened in pronunciation, and where they remain unchanged they will be pronounced as written. »

— William Holman Bentley, Dictionary and grammar of the Kongo language as spoken at San Salvador, the ancient capital of the old Kongo Empire
Traduction:

« Une grande partie de la population de Mbanza-Kongo (São Salvador) et de ses environs prononce s et z devant i comme sh et j ; pour le son sh, la lettre x a été adoptée (comme en portugais), tandis que z devant i a été écrit comme j. Nos livres sont lus sur un territoire beaucoup plus vaste que le district de San Salvador, et dans les parties où s et z restent inchangés devant i, l'utilisation de x et j s'est avérée difficile ; il a donc été décidé d'utiliser uniquement s et z, et dans les parties où le son de ces lettres est adouci devant i, elles seront naturellement adoucies dans la prononciation, et là où elles restent inchangées, elles seront prononcées comme elles sont écrites. »

— William Holman Bentley, Dictionary and grammar of the Kongo language as spoken at San Salvador, the ancient capital of the old Kongo Empire

## Classification
Le kikongo appartient au groupe des langues dites bantoues, un sous-ensemble de la famille des langues nigéro-congolaises. En 1948 Malcolm Guthrie a classé ces langues africaines en les répartissant dans des zones notées de A à S. Cette classification place le kikongo dans le groupe de langues H10.
Les autres langues du groupe sont le beembe (H11), le vili (H12), le kikunyi (H13), le ndingi (H14) et le mboka (H15).
La classification de Bastin, Coupez et Man, dite de Tervuren sont plus récentes et sont plus précises sur les noms des langues kongo.
On les regroupe désormais sous l'arborescence suivante :
- langue du noyau kikongo H16
  - kikongo méridional H16a
  - kikongo central H16b
  - yombe H16c
  - fiote H16d
  - kikongo occidental H16d
  - bwende H16e
  - ladi (lari) H16f
  - kikongo oriental H16g
  - kikongo sud-est H16h

N. B. : Chaque variante du kikongo a évolué à sa manière et l’intercompréhensibilité n'est pas complètement assuré entre toutes les variantes du kikongo (exemples : 1. Le civili va mieux être compris par un locuteur du kiyombe ou du iwoyo que par un locuteur du kisikongo ou du kisolongo. 2. Le kimanianga va mieux être compris par un locuteur du ciladi ou du kintandu que par un locuteur du civili ou iwoyo.).

## Répartition géographique

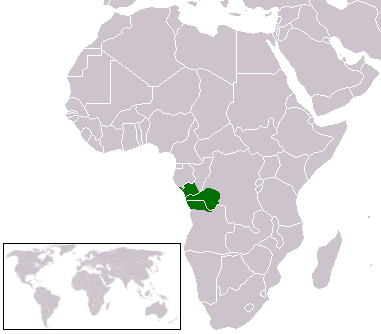
Distribution géographique des langues kongo.

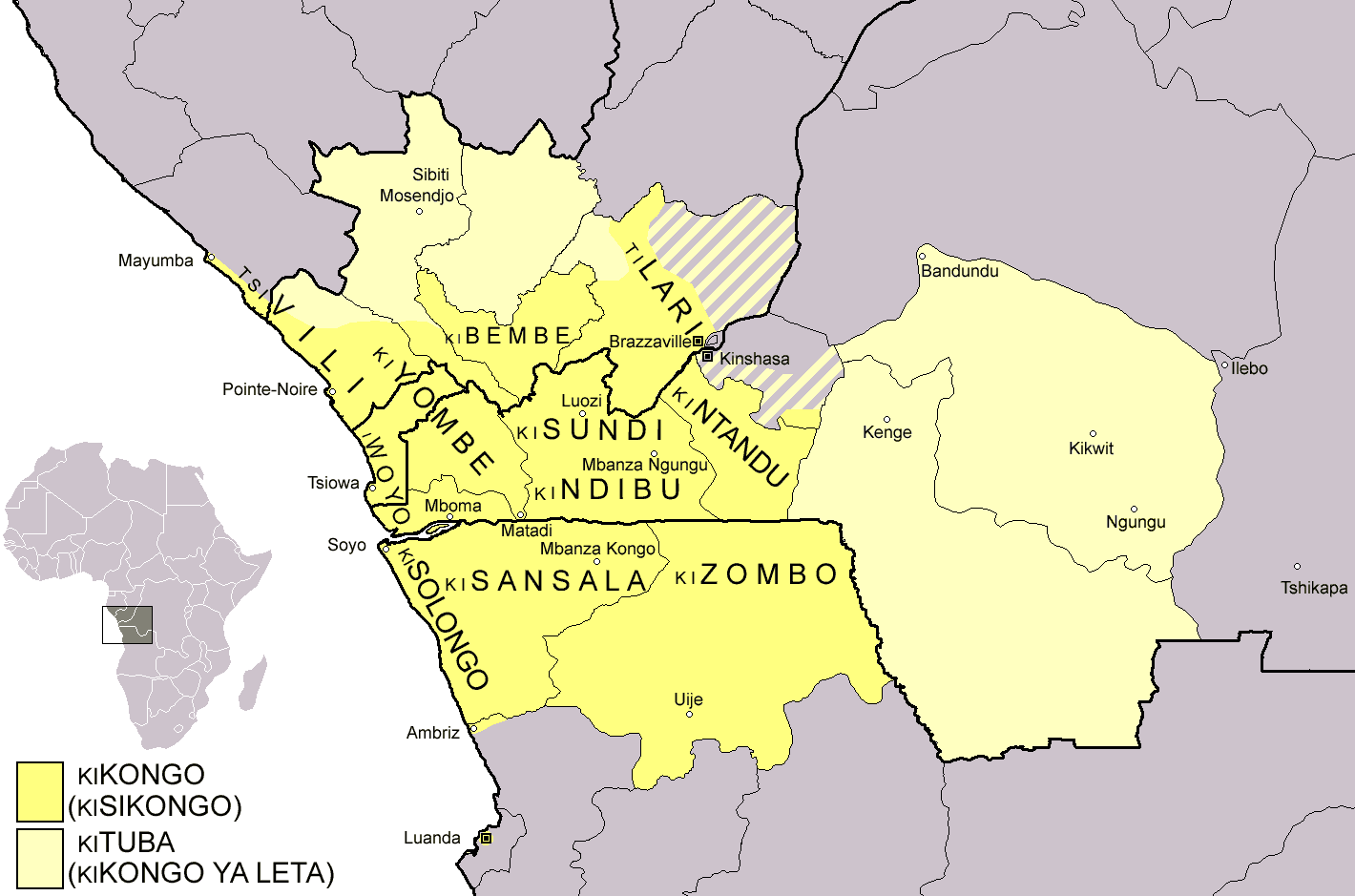
Distribution géographique des langues kongo et du kituba. N. B.,, : Le kisikongo (aussi appelé kisansala par certains auteurs) est le kikongo parlé à Mbanza Kongo. Le kisikongo n’est pas la langue mère qui porte le groupe linguistique kongo.

Les langues kongo sont parlées dans :
- le Sud du Congo-Brazzaville :
  - Kikongo (Yombe, Vili, Ladi, Nsundi/Sundi, etc.) et Kituba :
    - région de Kouilou,
    - région du Niari,
    - région de Bouenza,
    - région de Lékoumou,
    - Sud de Brazzaville
    - région de Pointe-Noire

  - Kikongo (Ladi, Kongo Boko, etc.) :
    - région du Pool;
- le Sud-Ouest du Congo-Kinshasa :
  - Kikongo (Yombe, Ntandu, Ndibu, Manyanga, etc.) et Kikongo ya leta :
    - province du Kongo-Central,
    - partie de la ville province de Kinshasa,

  - Kikongo ya leta :
    - province du Kwilu,
    - province du Kwango,
    - province de Mai-Ndombe,
    - extrême ouest du Kasaï ;
- le Nord de l'Angola :
  - Kikongo (Kisikongo, Zombo, Ibinda, etc.) :
    - province de Cabinda,
    - province de Uíge,
    - province de Zaïre,
    - Nord des provinces de Bengo et Cuanza-Nord ;
- la côte sud du Gabon.
  - Kikongo (Vili) :
    - province de Nyanga,
    - province de Ngounié

## Écriture
Le kikongo s’écrit avec l’alphabet latin, mais s’écrit aussi en mandombe.
Pour l’alphabet latin, différentes orthographes sont utilisées dans plusieurs publications et par la population, malgré une orthographe standardisée dans chaque pays, où il est parlé : l’alphabet standardisé de l’Angola et celui du Congo-Kinshasa (partageant les règles s’appliquant au kikongo à l’exception de la notation des nasales syllabiques). Au Congo-Brazzaville, le munukutuba a une proposition d’alphabet standardisé.

### Alphabet
| Majuscules | Minuscules | Prononciations     |
| ---------- | ---------- | ------------------ |
| A          | a          | a ([a])            |
| B          | b          | be ([bə])          |
| C          | c          | tch / tsh ([t∫]) , |
| D          | d          | de ([də])          |
| E          | e          | é ([e])            |
| F          | f          | fe ([fə])          |
| G          | g          | gu ([g])           |
| H          | h          | he ([hə]),         |
| I          | i          | i ([i])            |
| J          | j          | [dʒ] ,             |
| K          | k          | ke ([kə])          |
| L          | l          | le ([lə])          |
| M          | m          | me ([mə])          |
| N          | n          | ne ([nə])          |
| NG         | ng         | ngu (nnn + [g])    |
| O          | o          | o ([o])            |
| P          | p          | pe ([pə])          |
| R          | r          | re ([rə]),         |
| S          | s          | se ([sə])          |
| T          | t          | te ([tə])          |
| U          | u          | ou ([u])           |
| V          | v          | ve ([və])          |
| W          | w          | we ([wə])          |
| Y          | y          | ye ([yə])          |
| Z          | z          | ze ([zə])          |

Au Congo-Kinshasa et en Angola, les digrammes ‹ mp ›, ‹ mf ›, ‹ mb ›, ‹ mv ›, ‹ nt ›, ‹ nd ›, ‹ ns ›, ‹ nz ›, et ‹ nk › sont parfois comptés dans l’ordre alphabétique.

### Orthographe
Les voyelles longues sont écrites en doublant la lettre :
- lumbu, « jour », et luumbu ou lûmbu « enclos ».

Les phonèmes prénasalisés sont notés à l’aide de digrammes.
| Phonèmes       | /ᵐb/             | /ᵐp/          | /ᵐv/          | /ᵐf/          | /ⁿd/             | /ⁿt/             | /ⁿz/             | /ⁿs/                      | /ᵑk/             | /ᵑg/             | /ⁿc/              | /ⁿl/              | /ⁿn/              | /ⁿy/                            | /ⁿj/              |
| Graphies       | mb               | mp            | mv            | mf            | nd               | nt               | nz               | ns                        | nk               | ng               | nc                | nl                | nn                | ny                              | nj                |
| Prononciations | Mbe (mmm + [bə]) | mpe (mmm[pə]) | mve (mmm[və]) | mfe (mmm[fə]) | nde (nnn + [də]) | nte (nnn + [tə]) | nze (nnn + [zə]) | nse (nnn + [sə] ou [tsə]) | nke (nnn + [kə]) | nge (nnn + [gə]) | nce (nnn + [t∫ə]) | nle (nnn + [lə] ) | nne (nnn + [nə] ) | nye (nnn + [dʒə] ou [ɲə] (gne)) | nje (nnn + [dʒə]) |

Les consonnes nasales syllabiques, des préfixes des classes nominales 1, 3 et 4, se notent différemment.
En Angola, elles sont écrites ‹ m̀ › et ‹ ǹ › avec un accent grave, par exemple :
- m̀vu, « année » comparé à mvu, « des cheveux gris » ;
- nkama, « cent » comparé à ǹkama, mukama ou m'kama, « barrage ».

## Grammaire

### Classes nominales
Le kikongo a un système de 18 classes nominales dans lequel les noms sont classés selon les préfixes nominaux. La plupart des classes vont par pair (singulier et pluriel) excepté les classes locatives et infinitive (verbes à l’infinitif) qui elles n’admettent pas de pluriel,,,,,,,,,,,,,,.
| Classes | Préfixes nominaux                     | Caractéristiques                                                    | Exemples |
| ------- | ------------------------------------- | ------------------------------------------------------------------- | --- |
| 1       | mu-, n-                               | humains                                                             | muntu/muuntu/mutu/muutu (personne, humain, individu)                                                           |
| 2       | ba-, wa-, a-                          | pluriel de la classe 1…                                             | bantu/baantu/batu/baatu/wantu/antu (personnes, humains, individus)                                             |
| 3       | mu-, n-                               | divers : végétaux, inanimés…                                        | muti/nti (arbre), nlangu (eau)                                                                                 |
| 4       | mi-, n-, i-                           | pluriel de la classe 3…                                             | miti/minti/inti (arbres), milangu/minlangu (eaux)                                                              |
| 5       | di-, li-                              | divers : parties du corps, légumes...                               | didezo/lideso/lidezu/didezu (haricot)                                                                          |
| 6       | ma-                                   | divers : liquides, pluriel de la classe 5…                          | madezo/medeso/madeso/madezu (haricots), maza/maamba/mamba/maampa/masi/masa (eau)                               |
| 7       | ki-, ci (tchi/tshi) -, tsi (ti) -, i- | divers : langues, artefacts…                                        | kikongo/cikongo/tsikongo/ikongo (langue kongo), kikuku/cikuuku/tsikûku (cuisine)                               |
| 8       | bi-, i-, yi-, u-                      | pluriel de la classe 7…                                             | bikuku/bikuuku/bikûku (cuisines)                                                                               |
| 9       | Ø-, n-, m-, yi-, i-                   | divers : animaux, artefacts…                                        | nzo/nso (maison), ngulu (cochon, porc)                                                                         |
| 10      | Ø-, n-, m-, si-, zi-, tsi-            | pluriel des classes 9, 11…                                          | si nzo/zi nzo/zinzo/tsi nso (maisons), si ngulu/ zi ngulu/zingulu (cochons, porcs)                             |
| 11      | lu-                                   | divers : animaux, artefacts, sites, attitudes, qualités, sentiment… | lulendo (orgueil), lupangu/lupaangu (parcelle)                                                                 |
| 13      | tu-                                   | pluriel de la classe 11…                                            | tupangu/tupaangu (parcelles)                                                                                   |
| 14      | bu-, wu-                              | divers : attitudes, qualités, artefacts…                            | bumolo/bubolo (paresse)                                                                                        |
| 15      | ku-, u-                               | préfixes qui servent à mettre les verbes à l'infinitif              | kutuba/kutub'/utuba (parler), kutanga/kutaangë/utanga (lire)                                                   |
| 15a     | ku-                                   | parties du corps…                                                   | kulu (pied), koko/kooko (main)                                                                                 |
| 6       | ma-                                   | pluriel de la classe 15a…                                           | malu (pieds), moko/mooko (mains)                                                                               |
| 4       | mi-                                   | pluriel de la classe 15a…                                           | miooko/mioko (mains)                                                                                           |
| 16      | va-, ga- (ha-), fa-                   | locatif (proche, précis)                                            | va nzo (près de la maison), fa (sur, par-dessus), ga/ha (sur), va (sur)                                        |
| 17      | ku-                                   | locatif (éloigné, non précis)                                       | ku vata (au village), kuna (là-bas)                                                                            |
| 18      | mu-                                   | locatif (intérieur)                                                 | mu nzo (dans la maison)                                                                                        |
| 19      | fi-, mua/mwa-                         | diminutif                                                           | fi nzo (maisonnette/petite maison), fi nuni (oisillon/petit oiseau), mua (ou mwa) nuni (oisillon/petit oiseau) |

N.B. : Les préfixes nominaux peuvent ou ne pas changer d'une variante du kikongo à l'autre (ex : classe 7 : le préfixe nominal ci est employé en civili, iwoyo ou encore ciladi (lari) et le préfixe nominal ki est utilisé en kisikongo, kiyombe, kizombo, kimanianga, …).

### Conjugaison
| Pronoms personnels sujets en kikongo | Traduction en français                             |
| ------------------------------------ | -------------------------------------------------- |
| Mono                                 | Je                                                 |
| Ngeye                                | Tu                                                 |
| Yandi                                | Il ou elle                                         |
| Kima                                 | Il, elle, ce (pour une chose, un animal, un objet) |
| Yeto / Beto                          | Nous                                               |
| Yeno / Beno                          | Vous                                               |
| Yawu / Bawu (ou Bau)                 | Ils ou elles                                       |
| Bima                                 | Ils ou elles (pour des choses, animaux, objets)    |

N.B. : Toutes les variantes du kikongo n'ont pas complètement les mêmes pronoms personnels sujets et lors de la conjugaison des verbes, les pronoms personnels sujets deviennent des pronoms toniques (voir ci-dessous et/ou les références postées).
Verbe (mpanga en kikongo) être kukala (ou kuba; aussi kuena, kwena ou kuwena) en Kikongo au présent de l’indicatif  :
| (Mono) ngiena / (Mono) ngina             | (Moi), je suis                                                                                              |
| (Ngeye) wena / (Ngeye) wina / wuna / una | (Toi), tu es                                                                                                |
| (Yandi) wena / (Yandi) kena / wuna / una | (Lui/Elle), il ou elle est                                                                                  |
| (Kima) kiena                             | (Lui/Elle…), il ou elle est (pour une chose, un animal, un objet, exemples : une table, un tabouret,...)    |
| (Beto) tuena / (Yeto) tuina / tuna       | (Nous), nous sommes                                                                                         |
| (Beno) luena / (Yeno) luina / luna       | (Vous), vous êtes                                                                                           |
| (Bawu) bena / (Yawu) bena                | (Eux/Elles…), ils ou elles sont                                                                             |
| (Bima) biena                             | (Eux/Elles…), ils ou elles sont (pour des choses, animaux, objets, exemples : des tables, des tabourets...) |

Verbe (Mpanga en Kikongo) avoir kuvua (aussi Kuba na ou Kukala ye) en Kikongo au présent de l’indicatif :
| (Mono) mvuidi  | (Moi), j’ai                   |
| (Ngeye) vuidi  | (Toi), tu as                  |
| (Yandi) vuidi  | (Lui/Elle), il ou elle a      |
| (Beto) tuvuidi | (Nous), nous avons            |
| (Beno) luvuidi | (Vous), vous avez             |
| (Bawu) bavuidi | (Eux/Elles), ils ou elles ont |

N.B. : En kikongo, la conjugaison d'un temps aux différentes personnes s'effectue par le changement des affixes verbaux (ou pronoms préfixes)(mis en valeur en gras). Ces    affixes verbaux (ou pronoms préfixes) sont à la fois des pronoms personnels sujets et des terminaisons. Cependant, toutes les variantes du Kikongo n'ont pas complètement les mêmes affixes verbaux (ou pronoms préfixes) et les mêmes verbes (cf. les références postées). Le site ksludotique quant à lui utilise plusieurs variantes du kikongo (kimanianga,…).

### Vocabulaire
| Mot | Traduction en français                                         |
| --- | -------------------------------------------------------------- |
| kiambote, yenge (kiaku, kieno) / mbot'aku / mbotieno (mboti'eno) / mbote zeno / mbote / mboti / mboto / bueke / buekanu | bonjour                                                        |
| malafu, malavu | boisson alcoolisé                                              |
| nsikumusu | transe                                                         |
| mpeve | flux spirituel                                                 |
| diamba | le cannabis                                                    |
| binkutu, binkuti | vêtements                                                      |
| ntoto, mutoto | terre, sol, Terre                                              |
| nsi, tsi, si | terre (pays, région)                                           |
| vata, gata, divata, digata, dihata, diɣata, buala (ou bwala), bual' (ou bwal', bualë, bwalë), bula, hata, ɣata | village                                                        |
| mavata, magata, mahata, maɣata, mala, maala | villages                                                       |
| nzo | maison                                                         |
| zulu, yulu, yilu | ciel, haut, sommet                                             |
| maza, masa, mamba, maamba, masi, nlangu, mazi, maampa | eau                                                            |
| tiya, mbasu, mbawu | feu                                                            |
| kuvova, kuta, kuzonza, kutuba, kutub', kugoga, kuɣoɣa, kuhoha, utuba | parler, dire, raconter                                         |
| makaya | feuilles d’arbres / de plantes                                 |
| kuseva, kusega, kusefa, kusefë, kusef', kuseya, kuseɣa, kuseha | rire                                                           |
| bakala, yakala | homme, mari                                                    |
| nkento, mukento, nkiento, ncyento, nciento, ntchiento, ntchientu, ntchetu, ntcheetu, ncetu, nceetu, mukietu, mukeetu, mukeeto | femme                                                          |
| mukazi, nkazi, nkasi, mukasi | épouse                                                         |
| mulumi, nlumi, nnuni | époux                                                          |
| muana (ou mwana) ndumba, ndumba | jeune fille, jeune femme célibataire                           |
| nkumbu / zina / li zina / dizina / ligina | nom                                                            |
| kudia, kudya, kulia, kulya | manger                                                         |
| kunua, kunwa | boire                                                          |
| nene | gros                                                           |
| fioti | petit                                                          |
| mpimpa | nuit                                                           |
| lumbu | jour                                                           |
| kukovola, kukofola, kukofula, kukoola, kukogola, kukohola, kukosula | tousser                                                        |
| kuvana, kugana, kuhana, kuɣana | donner                                                         |
| nzola, zola | amour                                                          |
| luzolo, luzolu | l'amour, amour, la volonté                                     |
| kutanga, kutaangë | lire                                                           |
| kusoneka, kusonikë, kusonik', kusonika, kutina | écrire                                                         |
| muini | en plein jour, ensoleillé                                      |
| ntangu | temps, course apparente du soleil, soleil, heure, espace-temps |
| nzambi | dieu, corps spirituels                                         |
| kinzambi | penchant religieux                                             |
| luzitu | le respect                                                     |
| lufua, lufwa | la mort                                                        |
| kuzola, kutsola, kutsolo, kuzolo, uzola | aimer                                                          |
| yi ku zolele / i ku zolele / ngeye nzolele / ni ku zololo (ou ni ku zolele) (Ladi) / minu i ku zoleze (Ibinda) / mi ya ku zola (Vili) / minu i ku tidi (Yombe de Cabinda) / mê nge nzololo (ou mê nge nzolele) (Ladi) / minu i ku zoleze (Woyo de Cabinda) / minu i ba ku zola (Linji, Linge) / mi be ku zol' (ou mi be ku zolë)(Vili) / me ni ku tiri (Beembe) / minu i ku tili | je t'aime                                                      |

| Jours de semaine en Français | Kisikongo et Kizombo | Yombe du Congo | Ladi (Lari)     | Vili    | Ibinda                | Ntandu  | Kisingombe et Kimanianga |
| ---------------------------- | -------------------- | -------------- | --------------- | ------- | --------------------- | ------- | ------------------------ |
| Lundi                        | Kyamosi              | Un'tône        | Buduka / Nsila  | Un'tône | Tchikunda             | Kintete | Kiamonde / Kiantete      |
| Mardi                        | Kyazole              | N'silu         | Nkênge          | N'silu  | Tchimuali / Tchimwali | Kinzole | Kianzole                 |
| Mercredi                     | Kyatatu              | Un'duka        | Mpika           | Un'duk' | Tchintatu             | Kintatu | Kiantatu                 |
| Jeudi                        | Kyaya                | N'sone         | Nkôyi           | N'sone  | Tchinna               | Kinya   | Kianya                   |
| Vendredi                     | Kyatanu              | Bukonzu        | Bukônzo         | Bukonz' | Tchintanu             | Kintanu | Kiantanu                 |
| Samedi                       | Kyasabala            | Sab'l          | Saba / Sabala   | Sab'l   | Tchisabala            | Sabala  | Kiasabala                |
| Dimanche                     | Kyalumingu           | Lumingu        | Lumîngu / Nsona | Lumingu | Tchilumingu           | Lumingu | Kialumingu               |

N. B. : Les Kongos avaient leur propre calendrier. Cependant en raison de l’utilisation mondiale du calendrier grégorien ils ont dû s’adapter.
| Nombre de 1 à 10 en Français | Kisikongo et Kizombo                            | Ladi (Lari)            | Ntandu              | Solongo                                     | Yombe                 | Beembe                     | Vili                | Kisingombe et Kimanianga          | Ibinda              |
| ---------------------------- | ----------------------------------------------- | ---------------------- | ------------------- | ------------------------------------------- | --------------------- | -------------------------- | ------------------- | --------------------------------- | ------------------- |
| Un                           | Mosi                                            | Mosi                   | Mosi                | Mosi / Kosi                                 | Mosi                  | Mosi                       | Muek' / Mesi        | Mosi                              | Mueka / Tchimueka   |
| Deux                         | Zole                                            | Zole                   | Zole                | Zole                                        | Wadi                  | Boolo / Biole              | Wali                | Zole                              | Wali                |
| Trois                        | Tatu                                            | Tatu                   | Tatu                | Tatu                                        | Tatu                  | Tatu / Bitatu              | Tatu                | Tatu                              | Tatu                |
| Quatre                       | Ya                                              | Ya                     | Ya                  | Ya                                          | Ya                    | Na / Bina                  | Na                  | Ya                                | Na                  |
| Cinq                         | Tanu                                            | Tanu                   | Tanu                | Tanu                                        | Tanu                  | Taanu / Bitane             | Tanu                | Tanu                              | Tanu                |
| Six                          | Sambanu                                         | Sambanu                | Sambanu             | Nsambanu / Sambanu                          | Sambanu               | Saambanu / Saamunu / Samne | Samunu              | Sambanu                           | Sambanu             |
| Sept                         | Nsambuadi (Nsambwadi) / Nsambuadia (Nsambwadia) | Nsambuadi (Nsambwadi)  | Sambuadi (Sambwadi) | Nsambuadi (Nsambwadi) / Sambuadi (Sambwadi) | Tsambuadi (Tsambwadi) | Tsambe                     | Sambuali (Sambwali) | Nsambuadi (Nsambwadi) / Nsambodia | Sambuali (Sambwali) |
| Huit                         | Nana                                            | Nana / Mpoomo / Mpuomô | Nana                | Nana                                        | Dinana                | Mpoomo                     | Nana                | Nana                              | Nana                |
| Neuf                         | Vua (Vwa) / Vue (Vwe)                           | Vua (Vwa)              | Vua (Vwa)           | Vua (Vwa)                                   | Divua (Divwa)         | Wa                         | Vua (Vwa)           | Vua (Vwa)                         | Vua (Vwa)           |
| Dix                          | Kumi                                            | Kumi                   | Kumi / Kumi dimosi  | Kumi                                        | Dikumi                | Kumi                       | Kumi                | Kumi                              | Kumi                |

## Présence aux Amériques
De nombreux esclaves africains déportés dans le cadre de la traite atlantique parlaient le kikongo, et son influence se retrouve dans de nombreuses langues créoles, telles que le palenquero, le habla Congo, le gullah, le saramaka  ou encore le créole haïtien (avec des mots tels que simbi, makaya, etc.),,.

## Littérature
- Mgr. Jean Cuvelier, Nkutama a mvila za Makanda, Impr. Mission Catholique, 1934
- A. Fu-kiau kia Bunseki-Lumanisa, N'Kongo Ye Nza Yakun'zungidila : Nza-Kôngo = Le Mukongo et le monde qui l'entourait : Cosmogonie-Kôngo, Office National de la Recherche et de Développement, Kinshasa, 1969 (Réimpression 2021, Paari éditeur).
- Fernando Ndombele Kidima Tadi, Malongi ma mpila mu mpila muna ndinga kikongo, Mayamba, 2023.
- Rodrigue Tchamna et Imanuel Kimbuala Hemsey, Wasala wûnu, si kadia mbazi. Wavuata kimôlo wûnu, si kalaba mbazi = Travaille aujourd’hui et mange demain, paresse aujourd’hui et vole demain, Cameroun BD, 2019.
- Jussie Nsana et Armel Bemba, M'tekolo, Nsana-Arts Bustiele et École Les Bourgeons, 2020.